# Eberhard Diepgen
Eberhard Diepgen, född 13 november 1941 i Berlin, tysk politiker (CDU), regerande borgmästare i Västberlin 1984-1989 och i det återförenade Berlin 1991-2001.
I samband med att den stora koalitionen sprack 2001 som en följd av Bankskandalen i Berlin blev Klaus Wowereit vald till ny borgmästare med röster från SPD, PDS och Grünen. Han efterträdde därmed Diepgen.